# 丞
丞是中国古代的一个官名。丞，通“承”、有辅佐的意思。官职中带丞字的为次官或更低级的辅佐官。很少的例外是汉哀帝废除御史大夫后，以御史中丞为御史台的长官，后代沿习不改；另清朝的驿站长称驿丞。
汉朝九卿的次官均称丞，汉唐中央官署各署正官称令、次官称丞。唐以后，丞比较少作为官称，存在的有御史中丞、县丞、驿丞。清朝公文中习惯称府同知为丞。